# Euplectrus pullipes
Euplectrus pullipes är en stekelart som beskrevs av Girault 1915. Euplectrus pullipes ingår i släktet Euplectrus och familjen finglanssteklar. Inga underarter finns listade i Catalogue of Life.